# Leporillus apicalis
Espèce
Statut de conservation UICN

 EX  : Éteint
Leporillus apicalis est une espèce éteinte de rongeur appartenant à la famille des Muridés endémique à l'Australie. 
Il faisait son nid avec des monticules de branches, nid qui pouvait atteindre trois mètres de long sur un mètre de haut. Il s'apprivoisait facilement, allant jusqu'à grimper sur les tables pour obtenir du sucre. Les gens en ont mangé. La capture du dernier animal a été filmée le 18 juillet 1933, lorsque son nid a été incendié. Le muséum d'Australie-Méridionale en possède des spécimens. Sa disparition est probablement aussi liée à sa concurrence avec le bétail et les moutons. Il est possible qu'un animal vu dans une grotte en Australie-Occidentale en 1970 soit un Leporillus apicalis.

## Répartition
Cette espèce était endémique à l'Australie où elle était présente en Australie-Occidentale, en Territoire du Nord, en Australie-Méridionale, en Nouvelle-Galles du Sud et au Victoria.